# Andrzej Babaryko
Andrzej Babaryko (ur. 3 stycznia 1952 w Miłoszowie, zm. 6 września 2006 w Brzezinach) – polski poeta, dziennikarz i animator kultury.

## Życiorys
Ukończył Technikum Chemiczne w Zgierzu, a następnie studia socjologiczne na Uniwersytecie Łódzkim. Kierował działem współpracy z widzem w Teatrze Studyjnym ’83 im. Juliana Tuwima, a następnie był kierownikiem literackim w Teatrze Nowym Łodzi. 
Zadebiutował w 1976 r. w piśmie „Odgłosy”. W okresie PRL-u był działaczem opozycji demokratycznej skupionej wokół Komitetu Obrony Robotników. Autor reportaży, felietonów i recenzji teatralnych w „Odgłosach” i „Życiu Warszawy”.
Był członkiem Stowarzyszenia Pisarzy Polskich. Mieszkał w Łodzi. Od 2009 jest organizowany Ogólnopolski Konkurs Poezji Lirycznej im. Andrzeja Babaryki "Świat niedopowiedziany".

## Twórczość
- Sen konieczny (Ośrodek Sztuki i Kultury Młodych Łódzkiego Domu Kultury 1983, ISBN 83-218-0281-8)
- W kręgu innej lampy (1989)
- Życia daremne (seria: „Biblioteka Łódzka Stowarzyszenia Pisarzy Polskich”; SPP Oddział w Łodzi, 1994, ISBN 83-900950-3-3)
- Linia horyzontu (seria: „Biblioteka Poetycka Wydawnictwa a5", tom 46; rys. Jerzy Piotrowicz; A5 2004, ISBN 83-85568-66-2)